# Spółdzielnia Mieszkaniowa „Zawiercie”
Spółdzielnia Mieszkaniowa „Zawiercie” – założona w 1959 roku zawierciańska spółdzielnia mieszkaniowa.

## Historia
Spółdzielnia Mieszkaniowa „Zawiercie” została założona 29 czerwca 1959 roku jako Zawierciańska Spółdzielnia Mieszkaniowa i początkowo posiadała 75 mieszkań. W 1961 roku spółdzielnia rozpoczęła budowę własnego osiedla – Zuzanki. W 1963 roku zmieniona została nazwa na Międzyzakładową Zawierciańską Spółdzielnię Mieszkaniową, a dziewięć lat później ponownie przemianowano spółdzielnię, na Spółdzielnię Mieszkaniową Lokatorsko-Własnościową. Na początku lat 70. rozpoczęto budowę osiedla domków jednorodzinnych w dzielnicy Borowe Pole oraz zasiedlanie Centrum. W 1995 roku spółdzielnia otrzymała obecnie funkcjonującą nazwę.
W 2001 roku spółdzielnia dysponowała 6100 lokalami, w których mieszkało 7156 członków i administrowała 163 budynkami.

## Odznaczenia
- Złota Odznaka „Zasłużonemu w Rozwoju Województwa Katowickiego” (1995)
- Złota Odznaka „Za zasługi dla Spółdzielczości” (1999)
- Złota Odznaka honorowa „Zasłużony dla Budownictwa i Przemysłu Materiałów Budowlanych” (1999)
- Złota Odznaka honorowa „Zasłużony dla gospodarki przestrzennej i komunalnej” (2001)[2]
- Odznaka Honorowa PCK III stopnia (2011)[3]